# Бондарев, Всеволод Петрович
Все́волод Петро́вич Бо́ндарев (9 июня 1929 — 14 мая 2006, Москва) — советский и российский учёный-геолог и минералог, исследователь рудных месторождений, доцент, Отличник народного просвещения РСФСР.

## Биография
Родился 9 июня 1929 года в Москве, в семье Петра Дмитриевича Бондарева, инженер-криогеолог, научный сотрудник Института Мерзлотоведения АН СССР.
До начала Великой Отечественной войны успел окончить 4 класса школы. Отец с братом ушли на фронт, а его вместе с матерью отправили из Москвы в эвакуацию на Урал, в город Кыштым Челябинской области. Летом 1944 года, ему разрешили вернуться в среднюю школу для продолжения образования. В 1946 году Всеволод окончил 8 классов средней школы, после чего вместе с отцом и матерью уехал в город Воркуту Коми АССР, куда был послан его отец. В Воркуте он окончил школу, в 1948 году семья вернулась в Москву.
В 1948 году поступил на геолого-разведочный факультет Московского Института Цветных Металлов и Золота им. Калинина. В 1953 году заканчил институт с отличием, специальность — «геология и разведка месторождений полезных ископаемых». Ученик И. С. Волынского. Был оставлен в аспирантуре при кафедре «Полезные ископаемые». Одновременно с прохождением аспирантуры, с 1954 по 1956 год, работал геологом партии в составе Рудно-Алтайской Экспедиции по изучению рудных месторождений Алтая, где руководил работой отряда минералогической партии, изучавшей вещественный состав руд, гидротермально-изменённые породы и условия формирования полиметаллических месторождений Рудного Алтая. Окончил аспирантуру в ноябре 1956 года, в 1959 году защитил кандидатскую диссертацию на тему «Вещественный состав руд, изменения вмещающих пород и некоторые особенности формирования Заводинского и Парыгинского полиметаллических месторождений Рудного Алтая».
С ноября 1956 года работал в Сельскохозяйственной Академии имени К. А. Тимирязева. С 1964 года — доцент кафедры геологии, минералогии и гидрогеологии. Подготовил новый специальный курс «Четвертичные отложения с основами геоморфологии» (1963). В 1965 году избран заведующим кафедрой. Читал курсы по геологическим дисциплинам.
В марте 1969 года был принят на должность доцента кафедры геологии и геохимии ландшафта МГПИ им. В. И. Ленина, где он проработал 37 лет, обучая студентов факультетов:
- географического — курс «Основы минералогии и кристаллографии»
- химического — курс «Основы минералогии и кристаллографии»
- биолого-химического — курсы «Основы минералогии и кристаллографии» и «Геология с основами палеонтологии».

Разработал принципиально новый курс «Промышленные и агрономические руды» для студентов 4-5 курсов. Все читаемые им учебные курсы были обеспечены учебными и методическими пособиями, написанными самим же лектором. Учебные пособия В. П. Бондарева из поколения в поколение используются в МПГУ.
Одновременно руководитель геолого-разведочных экспедиций. Возглавлял работы по поиску и изучению медно-никелевых и вольфрамовых руд в р-нах крайнего Европейского Севера (Карелия, Северный Тиман), результатом чего явилось расширение разработок промышленных месторождений меди, никеля и вольфрама в этих районах. Руководитель экспедиций по изучению рудоносности горного Алтая (1954—56), Севера Европейской части СССР (1971—88) и Северного Казахстана (1985—87).
С 1999 года по совместительству преподавал в различных вузах и в Московском колледже управления и новых технологий. Заложил основы музеев землеведения и библиотек землеведения в МПГУ и МКУиНТ, в которые были переданы большие коллекции минералов, собранных им, а также редкие издания книг.
Скоропостижно скончался в Москве 14 мая 2006 года. Похоронен на Долгопрудненском кладбище.

## Научные исследования
Участвовал в экспедициях по поиску полезных ископаемых. Результаты работ, способствовавшие открытию новых месторождений, освещались на всесоюзных симпозиумах.
Районы геолого-разведочных экспедиций и основные направления научно-исследовательской деятельности:
- 1971—1977 Центральная и Южная Карелия: рудные месторождения меди, кобальта, никеля, особенности металлогении и рудоносность (полевые экспедиции, спекральный анализ руд редких металлов).
- 1983—1988 Кенозерско-Волошевская зона Ветреного Пояса (Карелия): никелевые руды, перспективы промышленных месторождений.
- 1971—1981 Бугровская зона разломов Северного Тимана (Канино-Тиманский металлогенический пояс): медно-никелевые и молибденовые оруденения, перспективы обнаружения промышленных месторождений меди, никеля и молибдена.

## Награды
- Знак «Отличник народного просвещения»
- Медаль «Ветеран труда»
- Серебряная медаль ВДНХ СССР «за разработку рекомендаций по использованию местных агрономических руд, выпуск учебных и методических пособий по кристаллографии, минералогии, методике преподавания почвоведения с основами геологии»; утвержден участником ВДНХ СССР.

## Членство в организациях
- Член Московского общества испытателей природы (МОИП), с 1957 года.
- Участник программ Гринпис.

## Память
В честь В. П. Бондарева назван:
- Музей минералогии имени В. П. Бондарева при Московском колледже управления и новых технологий (Московский колледж управления, гостиничного бизнеса и новых технологий «Царицыно»).